# 83

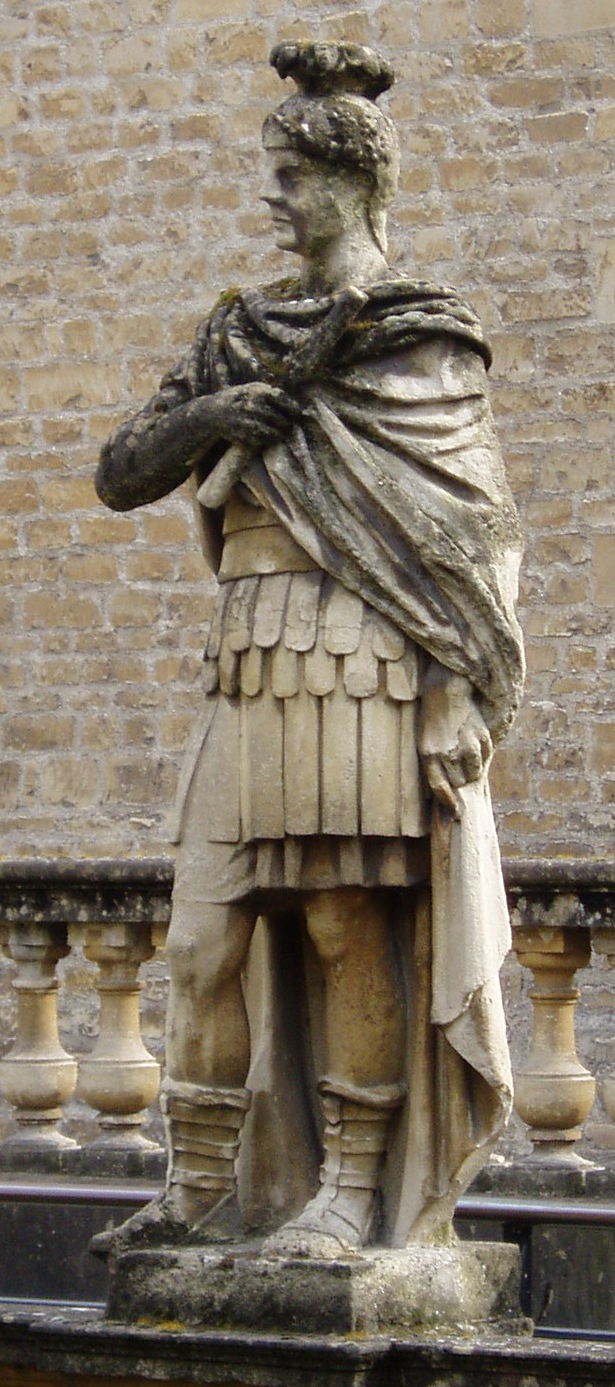
Gnaeus Julius Agricola

Het jaar 83 is het 83e jaar in de 1e eeuw volgens de christelijke jaartelling.

## Gebeurtenissen

### Italië
- Keizer Domitianus heerst als een despoot over Rome en maakt aanspraak op de titel "Dominus et Deus". Hij verbant zijn vrouw Domitia Longina, nadat ze een affaire heeft gehad met Paris, een acteur. Domitianus laat hem in het openbaar executeren.
- De Senaat voert een wetsvoorstel in om het castreren van slaven of het anderszins misbruiken van hun lichaam te verbieden.

### Europa
- Domitianus bestrijdt de Chatten in Zuid-Duitsland en laat langs de Rijngrens (Limes) over een afstand van 550 kilometer fortificaties bouwen. De verdedigingslinie loopt van Rheinbrohl tot aan Regensburg (Donau) en wordt voorzien van wachttorens met legerkampen voor hulptroepen (castella).

### Brittannië
- Slag bij Mons Graupius: Het Romeinse leger (2 legioenen) onder bevel van Gnaeus Julius Agricola verslaat de Britse stammen en Picten in Aberdeenshire (Schotland).